# Reinbold Vener
Reinbold Vener (der Ältere), auch Remboldus genannt (* in Schwäbisch Gmünd; † 1408), war ein Kirchenrechtler, der in Straßburg wirkte.

## Leben
Reinbold Vener wurde als Mitglied der angesehenen und wohlhabenden Patrizierfamilie Vener aus Schwäbisch Gmünd geboren. Sein Vater Eberhard war Richter am Schultheißengericht der Stadt. 
Reinbold heiratete in erster Ehe eine Caecilia, mit der er fünf Kinder hatte, in zweiter Ehe heiratete Reinbold Margarete Spatzinger, eine Verwandte des Straßburger Stadtschreibers Werner Spatzinger. Er zeugte vier eheliche Söhne und einen unehelichen Sohn. Am bekanntesten unter seinen Kindern sind Job und Reinbold Vener der Jüngere. Die Heiraten waren ihm möglich, da er nur die niederen Weihen erhalten hatte.
Reinbold Vener studierte an der Universität in Paris  und erlangte dort 1356 den akademischen Grad eines Magister artium. Anschließend studierte er ab 1359 die Rechte in Bologna. Er wurde später als „in iure canonico peritus“ und als „utriusque iuris peritus vir“ bezeichnet. Er scheint vor 1370 nach Straßburg gezogen sein und hatte dort ab 1371 das Amt des Offizials, de facto des Vorstehers der bischöflichen Justizbehörde, unter den Bischöfen Lamprecht von Brunn (1371–1374) und Friedrich von Blankenstein (1375–1393), inne. Er war hierbei auch am Straßburger Beginenprozess von 1374 beteiligt und möglicherweise auch an der Ausarbeitung eines für die Gerichte der Diözese bestimmten umfangreichen Statutenwerks (1388). Vener erhielt 1378 Kanonikate an den Straßburger Stiften St. Thomas und Jung-St. Peter. Anfang der 1390er Jahre wandte er sich mit dem Bischof Friedrich von Blankenstein der römischen Obedienz zu. 1393 wurde er kurzzeitig aus der Stadt vertrieben und in Speyer zum Offizial. Hiernach schied er nach der Rückkehr und einer Gefangennahme im Jahre 1394 wegen Auseinandersetzungen um die Besetzung des Bischofsstuhls aus dem Offizialat aus. Später trat er als Advokat am geistlichen Gericht auf, wo er noch bis 1405 mehrfach belegt ist. Reinbold Vener setzte sich 1400 zusammen mit Job Vener in Rechtsgutachten für die Anerkennung Ruprechts als römisch-deutscher König ein. 
Er starb vor dem 12. Dezember 1408 und wurde in der Kirche Jung-St. Peter in Straßburg begraben.